# 贝寿同
贝寿同（1875年—1941年6月），字季眉，又字季美，江苏吴县（今苏州）人，中国建筑师，中国近代最早的现代建筑师之一，为贝聿铭的叔祖。

## 生平
早年属庠生，曾就读于南洋公学，后留学于日本早稻田大学、德国柏林工业大学，是首位到西方学习建筑的中国人。1914年归国，次年被北洋政府司法部任用，负责全国各地监狱的建筑设计工作。1928年改至南京政府司法行政部任技正。1935年之后任盐务官员、税务官员等。晚年在南京建造了一间咖啡馆经营，1941年病逝于苏州。

## 贡献
除了政府任职外，贝寿同还在北京大学、交通大学、中央大学等校教学，创办了苏州工业专门学校。对中国早期的建筑师培养有重要的贡献。
贝寿同主要的建筑作品有大陆银行北京分行大楼、中央地质调查所、欧美同学会会址（普胜寺）等。

## 家族
贝寿同出身苏州贝氏家族，为贝晋恩之弟贝澂的第4子。